# Shuswap River
Shuswap River är ett vattendrag i Kanada.   Det ligger i provinsen British Columbia, i den södra delen av landet, 3 200 km väster om huvudstaden Ottawa.
I omgivningarna runt Shuswap River växer i huvudsak blandskog. Runt Shuswap River är det mycket glesbefolkat, med 2 invånare per kvadratkilometer.